# Nutrixxion Abus
Nutrixxion Abus (vormals Nutrixxion Sparkasse, bzw. Team Sparkasse, UCI-Kürzel TSP) war ein deutsches Radsportteam, das 2004 gegründet wurde und seinen Sitz in Dortmund hatte. Namensgeber waren der Nahrungsmittelhersteller Nutrixxion und der Hersteller von Sicherheitstechnik ABUS. Das Team beantragte für das Jahr 2014 keine Lizenz mehr als UCI Continental Team und ließ sich beim Bund Deutscher Radfahrer registrieren.
Teammanager war Mark Claußmeyer, sportlicher Leiter Viktor Hamann. Das Team setzte hauptsächlich auf Nachwuchs-Fahrer, verpflichtete Mitte 2006 aber auch den neuen Deutschen Straßen-Meister 2006 Dirk Müller. In der Saison 2005–2006 fuhren ebenfalls die Weltmeister Mark Cavendish und Ed Clancy für das Team.
Betreibergesellschaft des Continental Teams war die Firma CCS Germany GmbH, die auch das UCI Women’s Team Abus Nutrixxion managte.

## Saison 2010
In der Rennsaison 2010 erreichte das Team elf Siege und 23 weitere Podestplätze und war damit das erfolgreichste deutsche UCI-Team. Davon wurden vier Siege sowie neun weitere Podestplätze erst in den Monaten September und Oktober errungen.
Dirk Müller war mit seinem Sieg bei der China-Rundfahrt und bei der Pomerania Tour in Polen, die er vor Teamkollege Kim Lachmann gewann, ebenso erfolgreich wie beim Münsterland Giro, bei dem er mittels einer Flucht Zweiter wurde.
Sprinter Steffen Radochla fuhr insgesamt elf Podestplatzierungen heraus. Er wurde Zweiter der deutschen Meisterschaften in Sangerhausen und feierte seinen einzigen Saisonsieg in Portugal während der Volta ao Alentejo.
An Siegen gemessen erfolgreichster Team-Fahrer 2010 war Sebastian Forke, der bei einer Rundfahrt in Polen die Gesamtwertung und alle Etappen außer dem Prolog gewinnen konnte.
Grischa Janorschke schließlich schloss die Rennsaison mit einem Sieg Ende Oktober in Südkorea bei der Tour de Seoul ab.

## Saison 2009
Erfolge in den UCI Continental Circuits
| Datum       | Rennen                                           | Kat. | Sieger              |
| ----------- | ------------------------------------------------ | ---- | ------------------- |
| 28. Februar | Beverbeek Classic                                | 1.2  | Andreas Schillinger |
| 6. Mai      | 1. Etappe Five Rings of Moscow                   | 2.2  | Eric Baumann        |
| 7. Mai      | 2. Etappe Five Rings of Moscow                   | 2.2  | Eric Baumann        |
| 10. Mai     | 5. Etappe Five Rings of Moscow                   | 2.2  | Andreas Schillinger |
| 14. Juni    | 4. Etappe Grande Prémio CTT Correios de Portugal | 2.1  | Eric Baumann        |

## Platzierungen in UCI-Ranglisten
UCI America Tour
| Saison    | Mannschaftswertung | Fahrerwertung              |
| --------- | ------------------ | -------------------------- |
| 2008      | 15.                | Eric Baumann (39.)         |
| 2009      | 40.                | Andreas Schillinger (310.) |
| 2010-2013 | -                  | -                          |

UCI Asia Tour
| Saison | Mannschaftswertung | Fahrerwertung             |
| ------ | ------------------ | ------------------------- |
| 2009   | 36.                | Andreas Schillinger (94.) |
| 2010   | 6.                 | Dirk Müller (11.)         |
| 2011   | 24.                | Grischa Janorschke (94.)  |
| 2012   | 20.                | Dirk Müller (48.)         |
| 2013   | 37.                | Sebastian Körber (115.)   |

UCI Europe Tour
| Saison | Mannschaftswertung | Fahrerwertung             |
| ------ | ------------------ | ------------------------- |
| 2008   | 27.                | Eric Baumann (12.)        |
| 2009   | 29.                | Eric Baumann (27.)        |
| 2010   | 27.                | Steffen Radochla (38.)    |
| 2011   | 34.                | Grischa Janorschke (55.)  |
| 2012   | 74.                | Michael Schweizer (241.)  |
| 2013   | 84.                | Grischa Janorschke (171.) |

UCI Oceania Tour
| Saison    | Mannschaftswertung | Fahrerwertung      |
| --------- | ------------------ | ------------------ |
| 2008      | 14.                | Jörg Ludewig (40.) |
| 2009-2013 | -                  | -                  |